# Ives Ice Rise
Der Ives Ice Rise ist eine 1,5 km lange Eiskuppel im Südwesten der westantarktischen Alexander-I.-Insel. Er ragt am Kopfende des Weber Inlet auf der Beethoven-Halbinsel auf.
Der United States Geological Survey kartierte ihn anhand von Luftaufnahmen der United States Navy aus den Jahren von 1967 bis 1968 sowie mittels Landsat-Aufnahmen der Jahre 1972 und 1973. Das Advisory Committee on Antarctic Names benannte ihn 1988 nach dem US-amerikanischen Komponisten Charles Ives (1874–1954).